# Aufidus hilaris
Aufidus hilaris är en insektsart som beskrevs av Walker 1870. Aufidus hilaris ingår i släktet Aufidus och familjen spottstritar. Inga underarter finns listade i Catalogue of Life.